# Commander Keen

Schermata di gioco del primo episodio, Commander Keen in Invasion of the Vorticons

Commander Keen è una serie di videogiochi di genere platform a scorrimento sviluppati principalmente dalla id Software, composta da sei episodi principali, uno spin-off realizzati tra il 1990 e il 1991, e da un capitolo finale uscito nel 2001 per Game Boy Color.

## Storia
Nel settembre 1990 il programmatore John Carmack, all'epoca dipendente della Softdisk insieme ai futuri membri della id Software Tom Hall, John Romero e Adrian Carmack, programmò un metodo per avere uno scrolling fluido nei personal computer dell'epoca, dotati di schede video EGA. In una nottata, insieme a Tom Hall realizzò una demo che riproduceva il primo livello di Super Mario Bros 3 con un differente sprite protagonista al posto di Mario, Dangerous Dave. Romero vide la demo e rimase molto impressionato, mentre non altrettanto entusiaste furono le reazioni di altri membri di Softdisk; convinse così Hall e i due Carmack di migliorare la demo e inviarlo a Nintendo, prendendo in prestito i PC di Softdisk prima di uscire dagli uffici. Nintendo, dopo avere visionato la demo, declinò l'offerta dato che non avrebbe potuto mantenere l'esclusiva dell'hardware. Nel medesimo periodo, Romero venne contattato da Scott Miller di Apogee. Miller, che stava ottenendo un buon riscontro economico con il metodo della distribuzione shareware, voleva da Romero un titolo suddivisibile in episodi; quest'ultimo colse l'occasione di sfruttare la tecnologia di Carmack. Invasion of the Vorticons venne realizzato in circa due mesi e distribuito nel dicembre 1990; l'ottimo successo di vendite convinse Romero a lasciare Softdisk per fondare id Software insieme a Tom Hall e a John e Adrian Carmack. Il titolare Al Vekovius contrattò, come risarcimento dell'uso dei suoi PC per la creazione di Commander Keen e la perdita dei dipendenti, che id Software fornisse alcuni titoli per la sua collana bimestrale Gamer's Edge. Uno di questi fu Commander Keen in Keen Dreams, dotato di una versione migliorata del motore grafico usato in precedenza, in seguito usato nei capitoli successivi: Goodbye, Galaxy, sempre distribuito da Apogee e suddiviso in due episodi, e Aliens Ate My Babysitter, pubblicato da FormGen in edizione commerciale. Esiste un ulteriore episodio, sviluppato nel 2001 dalla David A. Palmer Productions per Game Boy Color, ma che possiede pochi punti in contatto con i titoli originali ed è considerato spurio.

## Giochi della serie
I titoli autonomi, a volte ulteriormente suddivisi in episodi, sono:
- Commander Keen in Invasion of the Vorticons (1990, MS-DOS)
- Commander Keen in Keen Dreams (1991, MS-DOS, uscito molti anni dopo anche per piattaforme moderne)
- Commander Keen in Goodbye, Galaxy (1991, MS-DOS)
- Commander Keen in Aliens Ate My Babysitter (1991, MS-DOS)
- Commander Keen (2001, Game Boy Color)

### Invasion of the Vorticons
Diviso in tre episodi:
- 1. Marooned on Mars (distribuito come shareware il 14 dicembre 1990)
Mentre Commander Keen sta esplorando Marte, i perfidi Vorticons rubano quattro componenti fondamentali per la sua navetta spaziale e li nascondono all'interno delle città marziane, sotto la sorveglianza di un soldato Vorticon. In quest'episodio Keen acquisisce il suo caratteristico pogo stick (Salterello) e si scontra con una gran varietà di alieni e robot.
- 2. The Earth Explodes
Keen ritorna sulla terra, ma scopre che l'astronave madre dei Vorticons è sopra di lui con i cannoni laser puntati sugli otto principali monumenti della terra (che includono le Piramidi ma anche la Sydney Opera House...). Keen deve riuscire a disattivare ciascun cannone per salvare la terra. A differenza del primo gioco, dove l'atmosfera era più amichevole, in questo episodio i nemici sono maggiormente minacciosi. Lo stile di gioco è leggermente migliorato, con l'inserimento di piattaforme mobili e interruttori rendendolo più difficile da completare del precedente.
- 3. Keen Must Die!
Keen viaggia verso il pianeta d'origine dei Vorticon alla ricerca del misterioso "Grande intelletto" che li ha mandati a invadere la terra. Il gioco è quindi ambientato nel mondo dei Vorticons con le loro città, parchi, donne, e bambini (i cui giochi meccanici sono dei temibili nemici). Durante il gioco Keen dovrà inoltre decodificare l'alfabeto Vorticon, all'interno di una scuola, che gli permetterà di capire i segnali stradali e muoversi all'interno delle locazioni.

### Keen Dreams
- 3.5 Keen Dreams
Dopo aver rifiutato di mangiare il suo piatto di verdure, Billy viene mandato a letto senza cena dai suoi genitori. Dopo essersi addormentato si risveglia in uno strano mondo vegetale, guidato dal crudele Re Boobus Tuber (una patata), che ha imprigionato numerosi bambini addormentati nel suo regno. In questo mondo onirico Keen non può contare né sulla sua pistola laser, né sul suo pogo stick, ma si può difendere dai nemici mediante i semi di "Flower Power" che trasformano temporaneamente i nemici in fiori. Nel 2013 il gioco è stato pubblicato per i dispositivi Android da Super Fighter Team.[1]

### Goodbye Galaxy!
Diviso in due episodi:
- 4. Secret of the Oracle (distribuito come shareware il 15 dicembre 1991)
Keen capta con la sua nuova radio faster-than-light, appena costruita, un piano degli Shikadi per distruggere la galassia. Decide allora di partire per il pianeta Gnosticus IV per consultare i guardiani dell'oracolo, scoprendo che sono tenuti prigionieri. Il gioco vede Keen impegnato a trovare e liberare gli otto anziani guardiani. In questo episodio possiamo trovare dei livelli molto estesi e una gran varietà di nemici, come le rocce che si muovono solo quando gli volti le spalle.
- 5. The Armageddon Machine
Dopo aver ottenuto le informazioni dall'Oracolo, Keen si introduce su una nave spaziale Shikadi, la Omegamatic (soprannominata "la macchina dell'Armageddon"), e si mette alla ricerca del misterioso Gannalech. Il gioco vede Keen impegnato a muoversi all'interno della nave nemica, cercando il modo di disattivarla.

### Aliens Ate My Babysitter!
- 6. Aliens Ate My Babysitter!
Quando la sua babysitter Molly viene rapita dai Bloogs, Keen deve partire per liberarla, combattendo contro gli abitanti del pianeta Fribbulus Xax. Questo è l'ultimo episodio della serie originale.

## Capitoli mai pubblicati
La Id Software pianificò anche di pubblicare un nuovo capitolo della saga chiamato The universe is toast! la cui uscita era prevista per il natale del 1992, ma che non vide mai la luce perché accantonato in favore di altri progetti.

## Versioni per altre piattaforme

### Commander Keen
Nel 2001 Activision ha pubblicato un nuovo episodio intitolato semplicemente Commander Keen, per Game Boy Color. Il gioco, sebbene realizzato con i permessi di id Software dalla David A. Palmer Productions, non è considerato canonico dall'originale ideatore Tom Hall. In questo episodio i livelli sono più lineari rispetto ai precedenti, e i nemici devono essere prima tramortiti con il pogo, poi colpiti con la pistola.

## Personaggi

### Billy Blaze (Commander Keen)
Billy Blaze è il protagonista della serie. È un piccolo genio di otto anni, che ha costruito una navetta spaziale nel suo giardino unendo vecchi barattoli di latta e altri oggetti di casa e dandole il nome di The Bean-with-Bacon Megarocket ("Il mega razzo pancetta-e-fagioli"). Quando i suoi genitori sono fuori e la sua babysitter si addormenta, indossa l'elmetto da football dei Green Bay Packers di suo fratello e diventa Commander Keen (letteralmente "comandante Astuto" o "Entusiasta"), difensore della Terra. Tom Hall ha dichiarato che il personaggio di Billy è ispirato a sé stesso all'età di otto anni. La scelta dell'elmetto da football dei Green Bay Packers è infatti dovuta al fatto che Tom Hall è del Wisconsin.
In una guida strategica di Wolfenstein 3D si lascia intendere che il nome completo di Billy è William Joseph Blazkowicz II, ed è il nipote del protagonista di Wolfenstein 3D.

### Vorticons
I Vorticons sono gli alieni contro cui Keen combatte nei primi tre episodi della serie. Abitano sul pianeta Vorticon VI (che Keen visiterà nel terzo episodio).

### Dopefish
Il Dopefish (ovvero "pesce stupido") è uno dei nemici del quarto episodio della serie, Secret of the Oracle. È un pesce verde piuttosto grande, con denti incisivi giganti e squadrati e un'espressione idiota. Questo personaggio è divenuto in seguito uno dei più famosi easter egg ricorrenti dei videogiochi.